# Zavod za kulturu vojvođanskih Hrvata
Zavod za kulturu vojvođanskih Hrvata  je profesionalna kulturna ustanova Hrvata u autonomnoj pokrajini Vojvodini u Republici Srbiji.
Sjedište se nalazi u Subotici u Harambašićevoj 14.

## O Zavodu
Za osnivanje ove ustanove je najviše pridonijelo zalaganje Demokratskog saveza Hrvata u Vojvodini. 
Ustanova je osnovana odlukama vojvođanskih tijela vlasti o osnivanju zavoda za kulturu onih manjinskih zajednica u Vojvodini čiji su jezici u službenoj uporabi i Hrvatskog nacionalnog vijeća.
Pomagač ove ustanove je prof. Đuro Lončar, koji je dio svoje osobne knjižnice i arhiva ostavio ovom Zavodu.

Ravnatelj je Tomislav Žigmanov(veljača 2010.), a predsjednik Upravnog odbora je Dujo Runje. Zavod ima tri zaposlenika (Tomislav Žigmanov, Katarina Čeliković i Ljiljana Dulić) i četrdesetak suradnika, među kojim valja spomenuti akademskog umjetnika prof. Darka Vukovića (od samih početaka), pok. književnika Iliju Žarkovića i ostali.

## Ciljevi
Skrbiti o prostoru t.zv. visoke kulture vojvođanskih Hrvata putem autoreprezentativnih praksi.

## Područja rada
- osmišljavanje i realizacija znanstvenih istraživanja, i to u onim segmentima koji su od značaja po povijest, sadašnjost i budućnost vojvođanskih Hrvata kao manjinske zajednice
- ustrojavanje memoriranja kroz organiziranje arhivske građe i izrade bibliografija
- usustavljivanje scena koje se tiču akademske likovne i glazbene umjetnosti
- produkcija novih i koordinacija postojećih kulturnih događaja
- suradnja s drugim institucijama u Vojvodini/Srbiji i u Hrvatskoj
- rad na profiliranju i osnaživanju kadrovskih potencijala

Zavod svoje prostore koristi i za promicanje kulture vojvođanskih Hrvata, pa tako i organizira izložbe umjetničkih djela poznatih vojvođanskih Hrvata (npr. akademskog umjetnika prof. Darka Vukovića 2. veljače 2010.).
Zavod od 2010. godine izdaje Godišnjak za znanstvena istraživanja, u kojem izlaze radovi s područja povijesne znanosti, jezikoslovlja, etnologije, sociologije, filozofije i 
povijesti filozofije. Suradnici su Slaven Bačić, Zlatko Šram, Robert Skenderović, Istvan Gyorgy Toth, Franjo Emanuel Hoško, Stevan Mačković, Petar Vuković, Milana Černelić, Ante Sekulić, Tomislav Žigmanov i drugi.
Zavod za kulturu vojvođanskih Hrvata obilježava godišnjica rođenja ili smrti hrvatskih velikana iz Vojvodine radi posviješćivanja njihove nacionalne pripadnosti zajednici Hrvata iz Vojvodine.
- 2010.:
- 2011.:
- 2012.: godina kiparice Ane Bešlić, hrv. književnika i bibliografa Ivana Kujundžića, hrv. književnika i sakupljača narodne književnosti Balinta Vujkova, hrv. književnika Ante Jakšića, franjevca Stjepana Beata Bukinca i hrv. pjesnika Ante Evetovića Miroljuba[10]
- 2013.: godina svećenika i pisaca Alekse Kokića iz Subotice i Josipa (Joze) Pašića iz Monoštora, kulturnog djelatnika, pripovjedača i publicista Živka (Živana) Bertića (Kukujevci, 1875. – Zemun, 1938.), te učitelja i glazbenika Franje Štefanovića (Petrovaradin, 1879. – Petrovaradin, 1924.)[11][12]

## Nagrade koje dodjeljuje ZKVH
Zavod za kulturu vojvođanskih Hrvata dodjeljuje dvije knjiške nagrade:
- Nagradu Emerik Pavić, za najbolju knjigu godine
- Nagradu Tomo Vereš, za najbolju knjigu u području znanosti i publicistike

## Vanjske poveznice
- Portal kulture Hrvata u Vojvodini